# Lawson (band)
Lawson is een Britse pop-rockband bestaande uit zanger Andy Brown, drummer Adam Pitts, gitarist Joel Peat en bassist Ryan Fletcher. Hun debuutalbum Chapman Square kwam uit op 22 oktober 2012 en behaalde de 4e positie in de Britse albumhitlijst.

## Carrière

### Formatie
Na het afronden van zijn studie aan the Brighton Institute of Modern Music (BIMM) begon drummer Adam Pitts de zoektocht naar een singer-songwriter om een band te vormen. Hij kwam al snel uit bij leadzanger Andy Brown en na een korte berichtenwisseling besloot het duo om af te spreken in Londen. Andy stelde Adam voor aan bassist Ryan Fletcher, die hij enkele jaren daarvoor aan The Academy of Contemporary Music had leren kennen. Fletcher bracht op zijn beurt Joel Peat, leadgitarist, aan en de band begon al snel met het opnemen van materiaal in het begin van 2010.

### Doorbraak 2011-2012
Na het uploaden van diverse video's op YouTube werd de band gevraagd als supportact voor The Wanted tijdens hun The Behind Bars-tournee. Op 8 september 2011 tekende de band een platencontract bij Polydor Records voor twee albums. Na het tekenen van het contract werd de band veel gevraagd als supportact voor andere bands en artiesten, zoals o.a. Will Young, Avril Lavigne en opnieuw door The Wanted.

### 2012–heden: Chapman Square
Op 27 mei 2012 bracht de band hun eerste officiële single uit. When She Was Mine haalde de vierde positie in de Britse hitlijst. Na het uitbrengen van deze single ging de band opnieuw toeren en deed locaties aan als Glasgow, Sheffield, Notthingham, Leeds, Londen en Birmingham.
Kort na de tournee speelde de band in juni 2012 tweemaal in een uitverkocht Croke Park in Dublin tijdens The Farewell Tour van Westlife.
Hun tweede single Taking Over Me kwam uit op 5 augustus 2012 en haalde de derde positie in de hitlijst en was reden voor de band om een nieuwe tournee aan te kondigen The Hometown tour bracht de band naar alle steden waar de bandleden vandaan komen en hun nieuwe thuis: Londen.
In september 2012 kondigde de band de release van hun derde officiële single Standing In The Dark aan. Kort daarna kondigde de band ook aan dat hun allereerste album Chapman Square uit zou komen op 22 oktober 2012. De single kwam uit op 14 oktober 2012 en behaalde de 5e positie in de hitlijst.
De band bracht na Standing In The Dark nog een vierde single uit van het album. Learn To Love Again behaalde de 13e positie in de hitlijst.
Brokenhearted is de eerste single van Lawson die niet afkomstig is van het album. Voor de single werkte de band samen met de Amerikaanse rapper B.o.B. De band werkt momenteel aan een re-release van Chapman Square en staan op het punt om te beginnen aan hun grootste tournee tot nu toe.

## Discografie.

### Albums
| Datum     | Titel          | Hitlijstpositie |
| --------- | -------------- | --------------- |
| 22/10/'12 | Chapman Square | 4               |

### Singles.
| Datum     | Titel                | Hitlijstpositie UK | Album          |
| --------- | -------------------- | ------------------ | -------------- |
| 27/05/'12 | When She Was Mine    | 4                  | Chapman Square |
| 05/08/'12 | Taking Over Me       | 3                  | Chapman Square |
| 14/10/'12 | Standing In The Dark | 6                  | Chapman Square |
| 03/02/'13 | Learn To Love Again  | 13                 | Chapman Square |
| 07/07/'13 | Brokenhearted        | 6                  | -              |